# Aboboreira
Aboboreira ist ein Ort und eine ehemalige Gemeinde (Freguesia) im portugiesischen Kreis Mação. Die Gemeinde hatte 521 Einwohner (Stand 30. Juni 2011).
Am 29. September 2013 wurden die Gemeinden Aboboreira, Mação und Penhascoso zur neuen Gemeinde União das Freguesias de Mação, Penhascoso e Aboboreira zusammengeschlossen.